# 坎特伯雷 (體育用品品牌)
坎特伯雷（英語：Canterbury of New Zealand，或簡稱：Canterbury），源於紐西蘭坎特伯雷大區，1904年建立，是知名的欖球用品及服飾品牌，其產品包括：比賽制服、保護裝備、球鞋、欖球等等。